# گالش‌کلا (آمل)

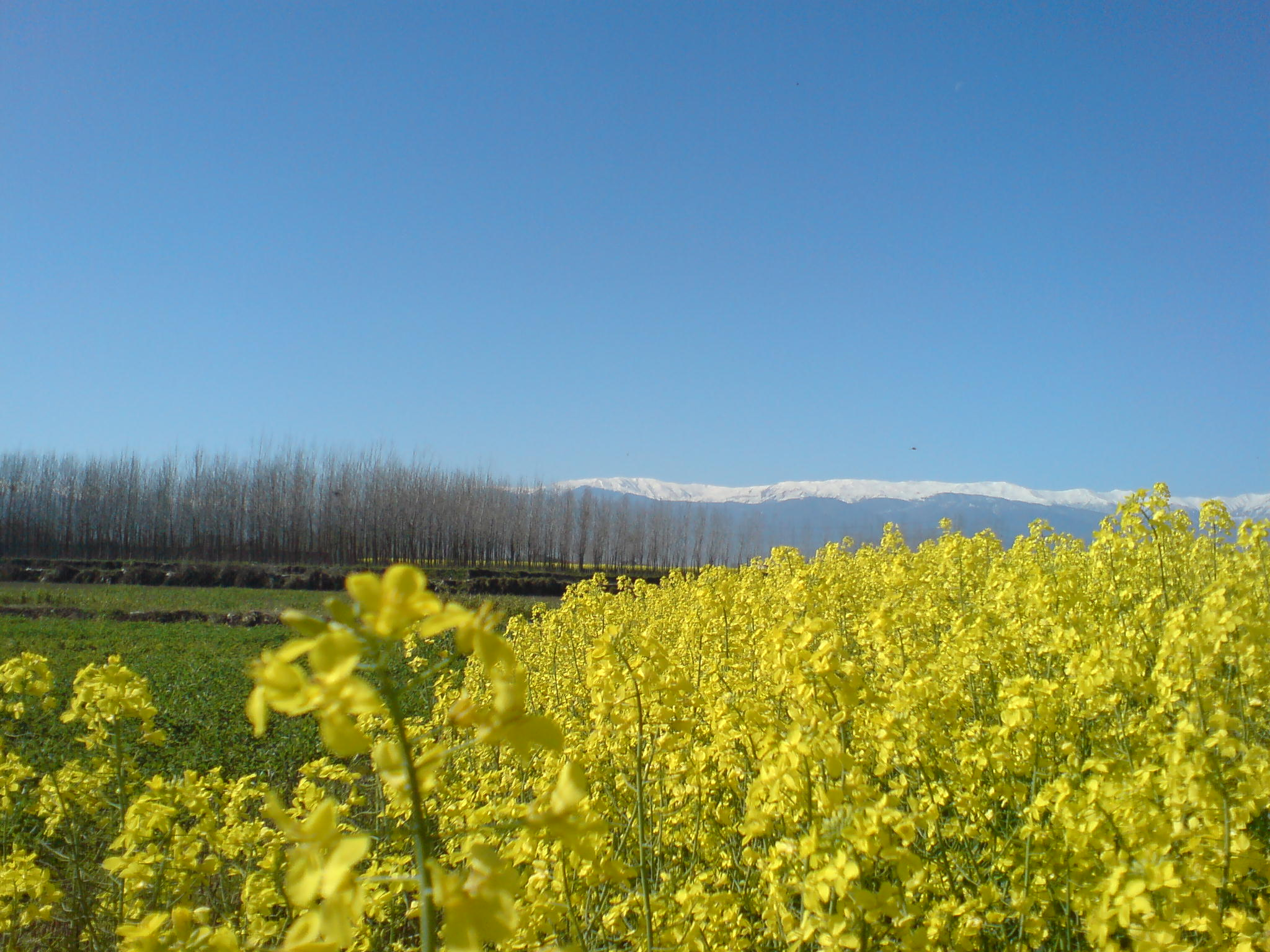

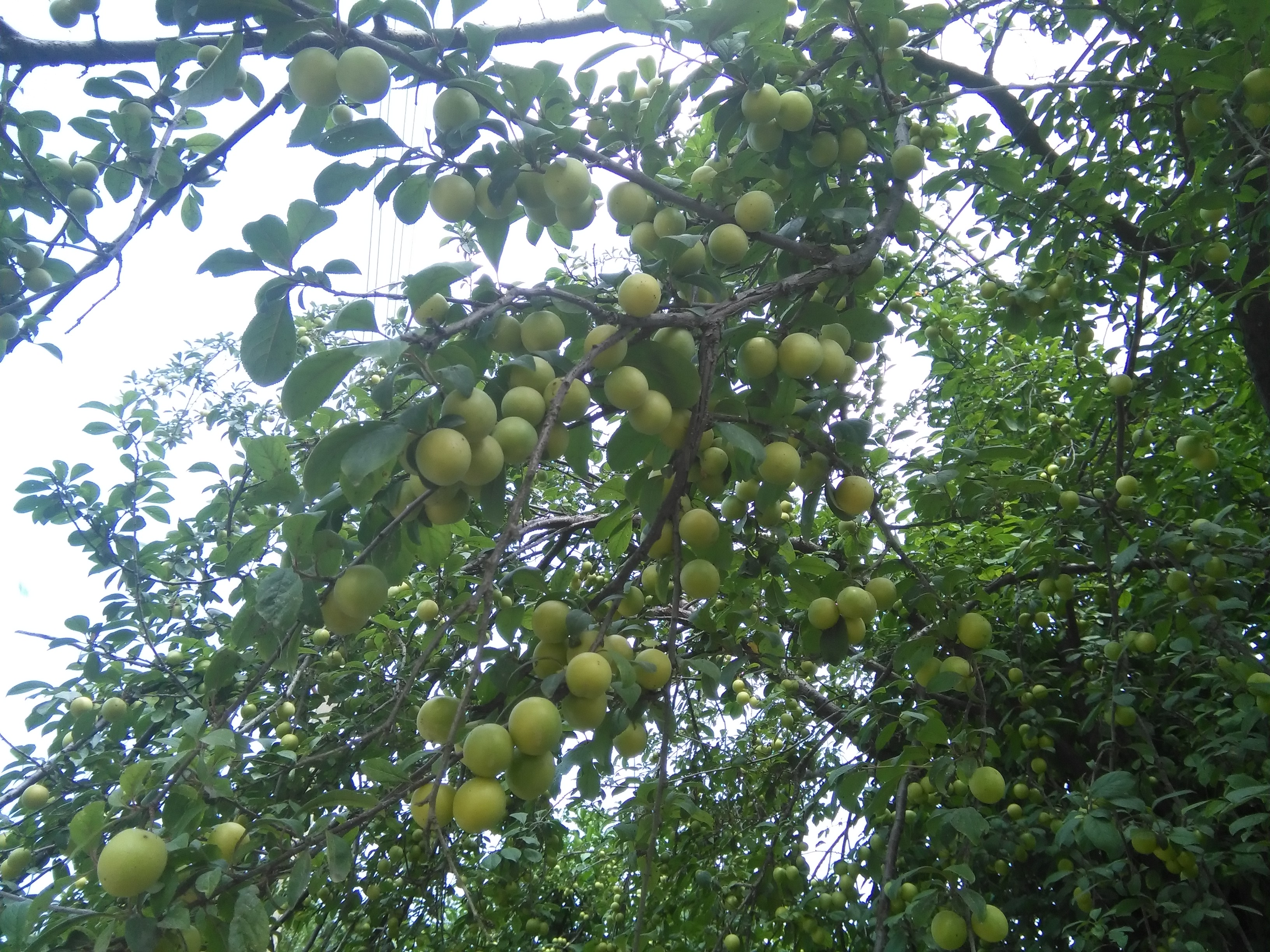

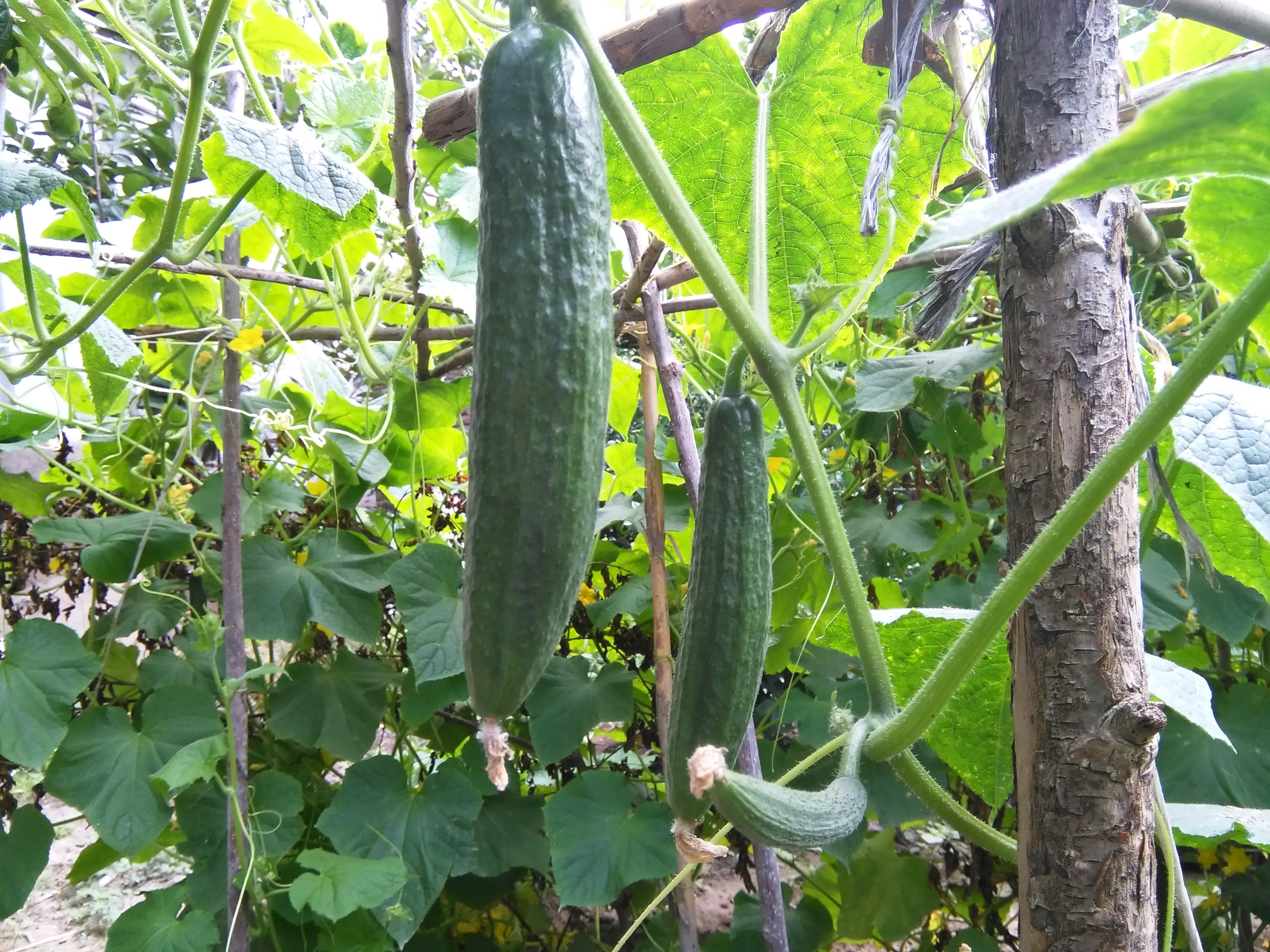

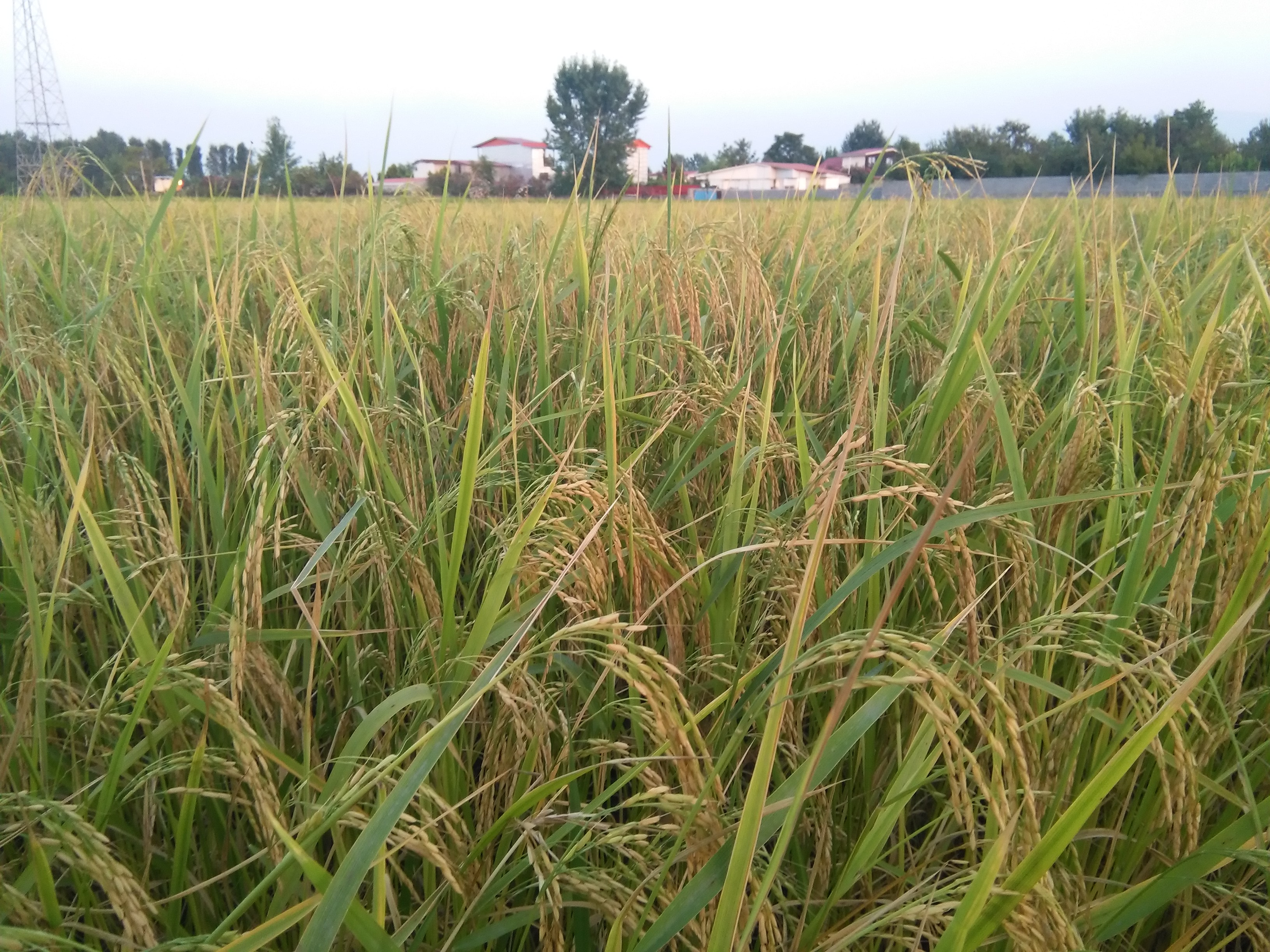

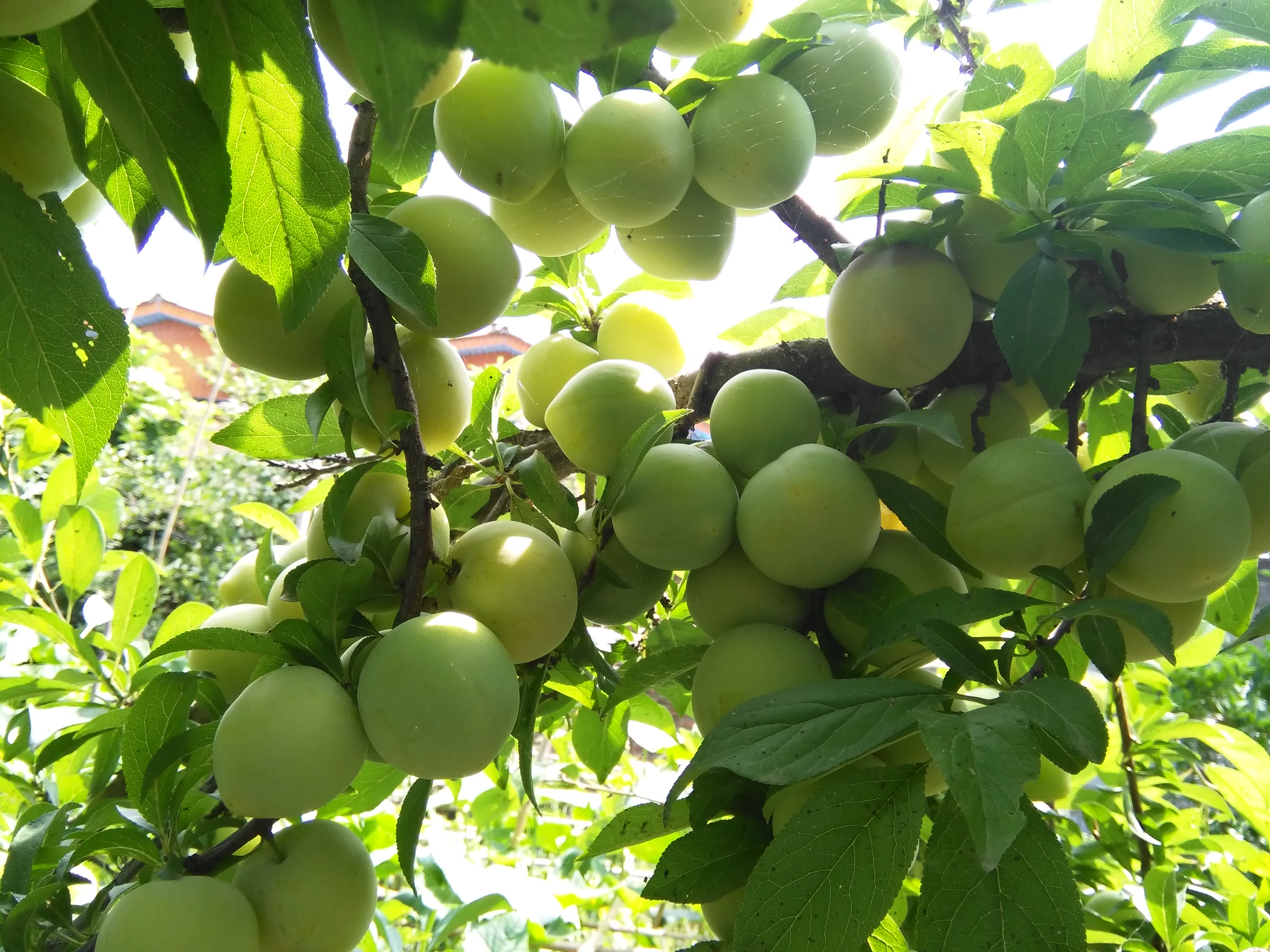

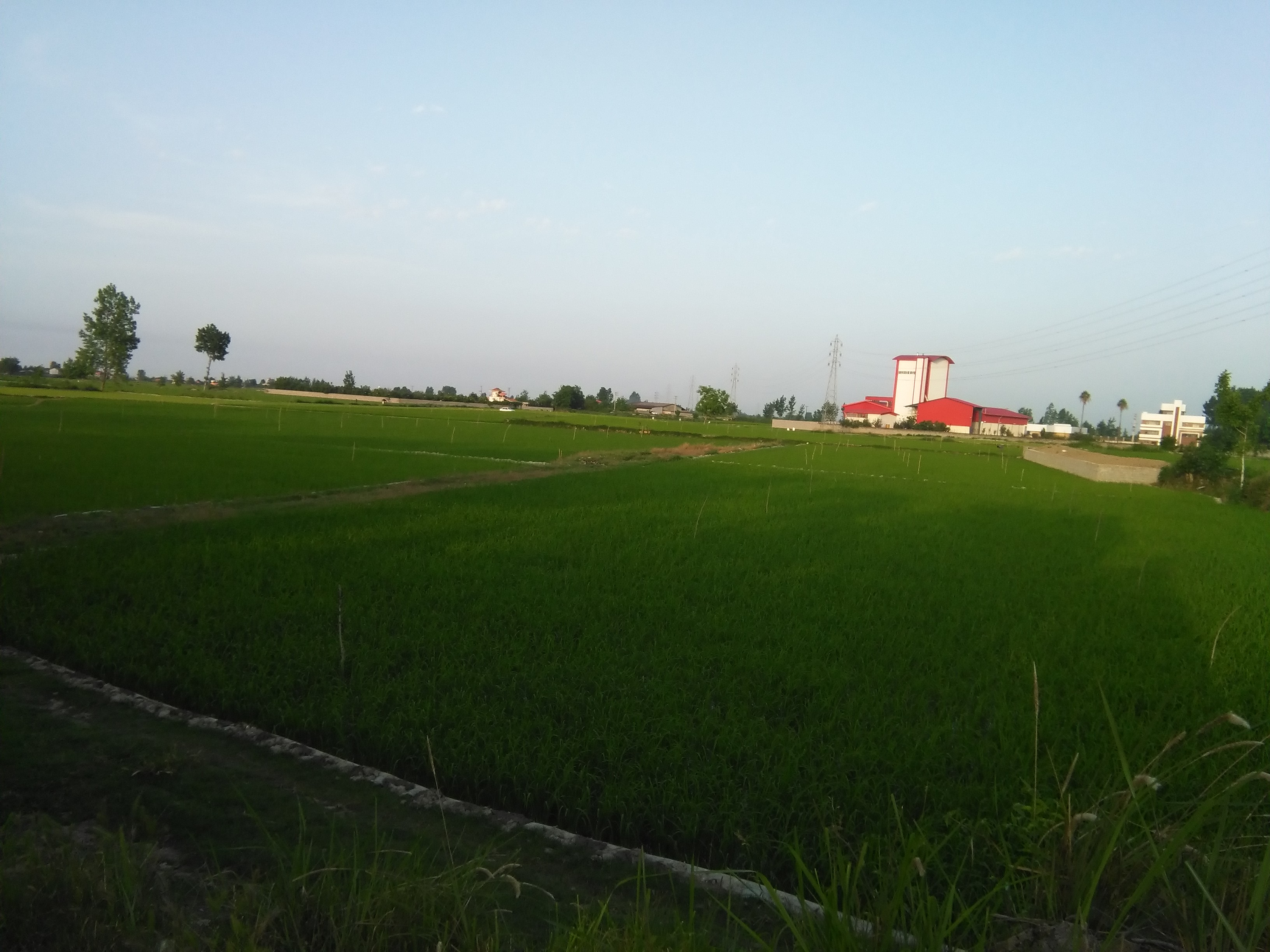

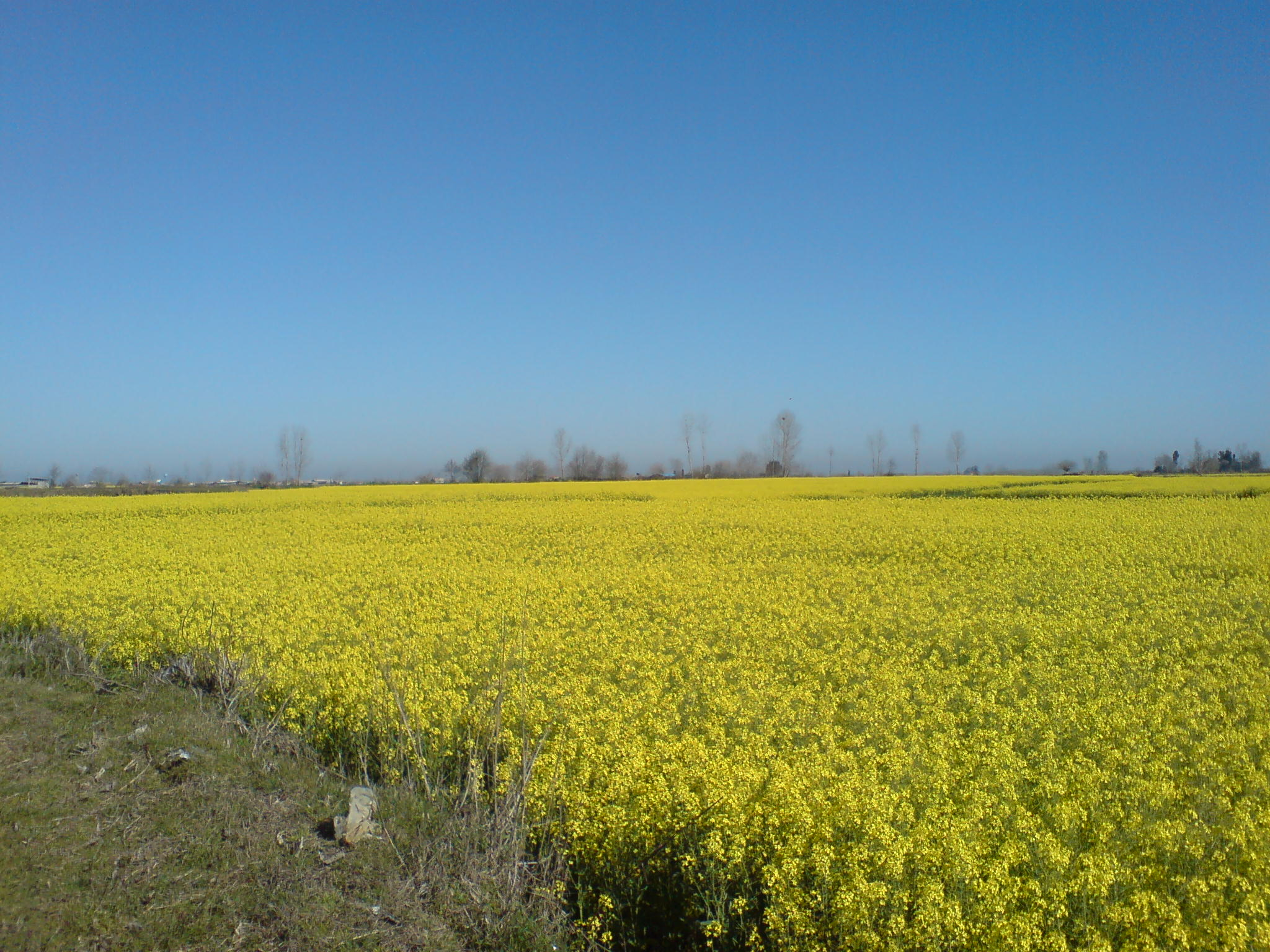

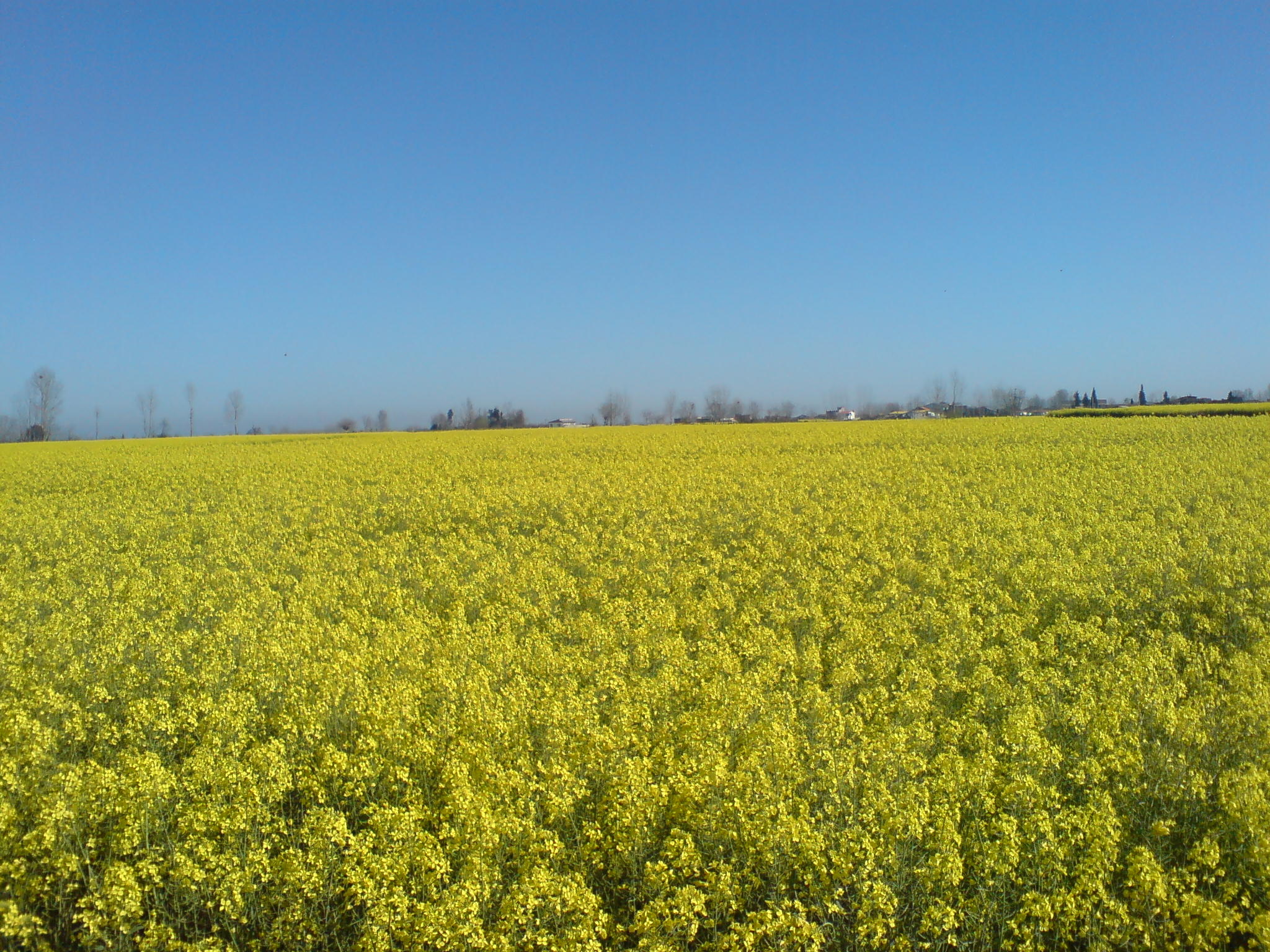

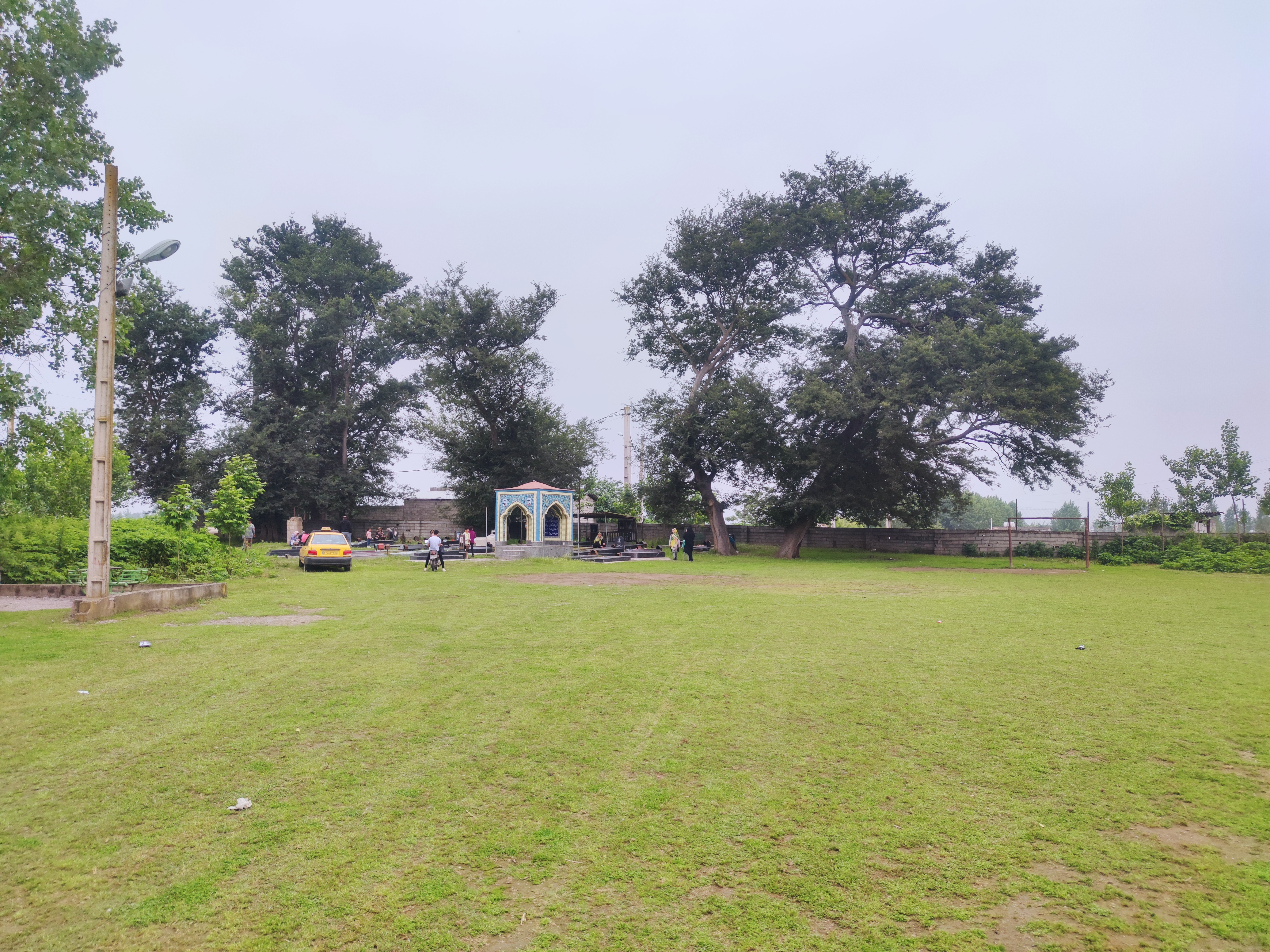
محوطه قبرستان گالشکلا

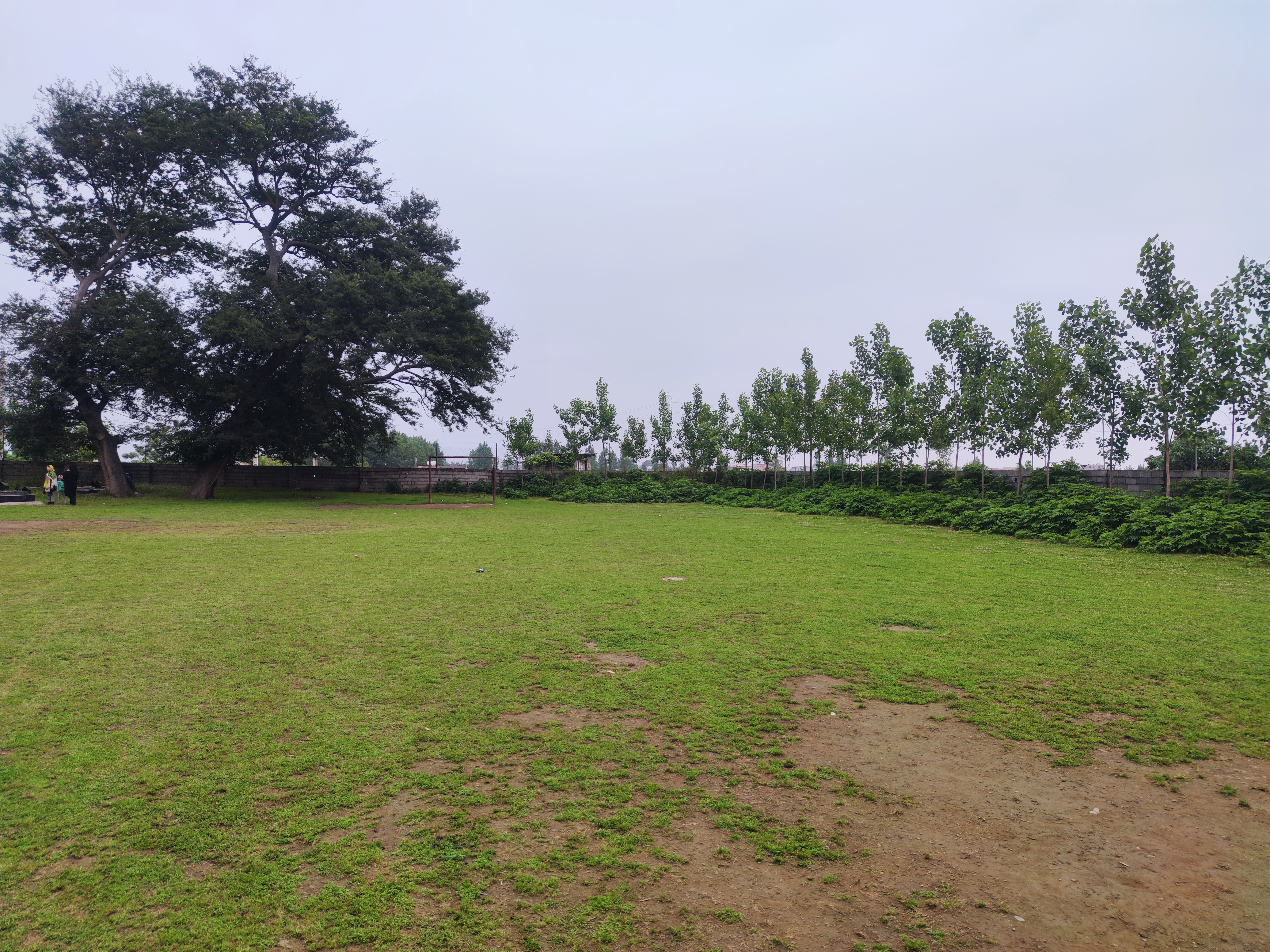
محوطه قبرستان گالشکلا

گالش‌کلا، روستایی است از توابع بخش دابودشت شهرستان آمل در استان مازندران ایران.

## جمعیت
این روستا در دهستان دابوی جنوبی قرار دارد و براساس سرشماری مرکز آمار ایران در سال ۱۳۸۵، جمعیت آن ۴۴۷ نفر (۱۱۸خانوار) بوده‌است.